# 傳心殿
39°54′56″N 116°23′59″E / 39.915678°N 116.399852°E
传心殿，位于紫禁城东南隅的文华殿东侧，为清朝皇帝御经筵前举行“祭告礼”之所。

## 简介
传心殿创建于清朝康熙朝，是清朝皇帝御经筵前行“祭告礼”之所。“经筵”是专门为皇帝研习经史而开设的讲席，通常在每年春季的二月至五月、秋季的八月至冬至之间举行，逢单日设讲，但遇到酷暑、严寒时节辍免。。
传心殿是一组由长方形院落构成的祭祀性建筑。整座院落南北长100米，东西宽25米，占地面积2500平方米。传心殿整个院落自南向北依次由治牲所、景行门、传心殿三座主要建筑组成，殿后设有祝版房、神厨、值房等等建筑。
- 治牲所：位于整个院落最南端，与南侧院墙之间尚有一定距离。治牲所坐南朝北，夹东、西两侧院墙而兴建，面阔五间，进深五间，黄琉璃瓦硬山顶。[1]
- 景行门：位于治牲所正北，坐北朝南，面阔三间，明间的前后檐开门，黄琉璃瓦悬山顶。[1]
  - 大庖井：景行门前偏东有“大庖井”，井水清洌，可以媲美玉泉山之水，故有“玉泉第一，大庖第二”之说，该井井水至今仍没有干涸。[1]
- 传心殿：位于景行门正北，坐北朝南，面阔五间，进深三间，黄琉璃瓦硬山顶。殿内正中设有皇师伏羲、神农、轩辕位，帝师陶唐、有虞位，王师禹、汤、文武位，均南向。东侧设周公位，西侧设孔子位。[1]
- 祝版房：位于传心殿后，面阔三间。[1]
- 神厨：位于传心殿后，面阔三间。[1]
- 值房：位于传心殿后，面阔五间。[1]